# Айтарея-упанишада
«Айтаре́я-упаниша́да» (IAST: Aitareya upaniṣad) — одна из древнейших упанишад канона мукхья, прокомментированных Шанкарой. Она примыкает к «Ригведе» и стоит под номером 8 в каноне муктика, состоящем из 108 упанишад.
Представляет собой короткий текст в прозе на ведийском санскрите, состоящий из 33 стихов и разделённый на три главы. Является четвёртой, пятой и шестой главой второй книги более древнего ведийского текста — «Айтарея-араньяки».
Риши «Айтарея-араньяки» и «Айтарея-брахманы» — это Айтарея Махидаса. В «Чхандогья-упанишаде» говорится, что Айтарея Махидаса прожил 116 лет.
В первой главе текста, атман представлен как божественный Творец. Во второй главе описываются три рождения атмана, а в третьей главе — качества «Я» или Брахмана. Там содержится один из самых известных афоризмов веданты «прагьянам брахма» — одно из «великих изречений» махавакья.